# Archidiocèse de Camagüey
L’archidiocèse de Camagüey (en latin : Archidioecesis Camagueyensis ; en espagnol : Arquidiócesis de Camagüey) est un archidiocèse métropolitain de l'Église catholique à Cuba.

## Territoire

Archidiocèse de Camagüey
Suffragants

Il comprend la province de Camagüey avec un territoire d'une superficie de 18 671 km2 divisé en 15 paroisses. L'évêché est dans la ville de Camagüey où se trouve la cathédrale de Notre-Dame de la Candelaria. Dans la même ville, la chapelle de l'hôpital saint Jean de Dieu conserve les reliques du bienheureux José Olallo, religieux hospitalier cubain.

## Histoire
Le diocèse de Camagüey est érigé le 10 décembre 1912 par la bulle Quae catholicae religioni du pape Pie X en prenant sur le territoire de l'archidiocèse de Santiago de Cuba dont Camagüey devient le suffragant.
Par la lettre apostolique Eadem ratione du 30 juin 1954, le pape Pie XII reconnaît que la Vierge Marie, vénérée sous le vocable de Notre-Dame de la Purification, est la patronne principale du diocèse. 
Le 2 février 1996, il cède une portion de son territoire pour l'érection du diocèse de Ciego de Ávila. Il est élevé au rang d'archidiocèse métropolitain le 5 décembre 1998 par la constitution apostolique Maiori spirituali du pape Jean-Paul II.

## Évêques et archevêques
- Valentín Zubizarreta y Unamunsaga, O.C.D (1914-1922) nommé évêque de Cienfuegos
- Enrique Pérez Serantes (1922-1948) nommé archevêque de Santiago de Cuba
- Carlos Riu Anglés (1948-1964)
- Adolfo Rodríguez Herrera (1964-2002)
- Juan de la Caridad García Rodríguez (2002-2016) nommé archevêque de la Havane
- Wilfredo Pino Estévez (2016- )